# Zindīq
Zindīq (en árabe: زنديق‎) (del persa Zendik, en persa: زنديک‎, que significa "libre interpretación", librepensador, ateo o hereje) es un término utilizado por los musulmanes para referirse a personas con puntos de vista o que realizan prácticas contrarias a los dogmas centrales islámicos.
El término aparece en la Edad Media, cuando los musulmanes comienzan a referirse a maniqueos, apóstatas, paganos, herejes y a aquellas personas contrarias al Islam como zindiqs, siendo esta denominación punible con la muerte. En el siglo VIII, el califa abasida comienza a exterminar librepensadores con tan sólo la sospecha de ser zindiq. En tiempos modernos se ha utilizado para denotar miembros de religiones, ramas o cultos que se originaron en la sociedad musulmana pero se han considerado herejes o de fe independiente por parte de las corrientes musulmanas mayoritarias.

## Zindīqs famosos en la historia
- Abu Nuwas
- Muhammad ibn Zakariya al-Razi[5][6]
- Abd-Allāh Ibn al-Muqaffaʿ[6]
- Abu Shakir[6]
- Abu Tammar Muttabib[6]
- Muhammad al Warraq[6]
- Ibn al-Rawandi[6]
- Al-Maʿarri
- Yazdan ibn Badhan (en persa: یزدان پور باذان‎)
- Bashar ibn Burd
- Yazdanbakht[7]
- Abdulkarim ibn abi Al-Ouja'[6]
- Ali ibn Ubaydah Rihani[cita requerida]